# Hadeskappe
Die Hadeskappe (auch Helm des Hades, Helm der Unsichtbarkeit; griechisch Ἄϊδος κυνέην Aidos kyneen, so viel wie „Hundekappe des Hades“) war in der griechischen Mythologie der Helm oder die Kopfbedeckung des Unterweltgottes Hades. Sie verlieh ihrem Träger Unsichtbarkeit.
So wie die Kyklopen als Waffe in der Titanomachia dem Zeus die Donnerkeile und dem Poseidon den Dreizack gaben, so gaben sie Hades den Helm der Unsichtbarkeit, der demnach entsprechend das Hauptattribut des Gottes ist.
Nach dem byzantinischen Lexikon Suda war unter Kynee eine einfache Kopfbedeckung der Landbevölkerung zu verstehen, die früher auch aus Hundefell gefertigt worden sei.
In der Mythologie wird Hades als Träger kaum erwähnt, es sind vielmehr andere Götter und Helden, die sich der Tarnkappe des Totengottes für diese und jene Zwecke bedienen. Dazu gehört Athene, die im Trojanischen Krieg die Hadeskappe verwendet, um ihre Parteinahme für die Griechen zu verbergen. Mit ihrer Hilfe, durch die sie auch für die Augen der Götter unsichtbar wurde, gelang es Diomedes sogar, den auf Seiten der Trojaner kämpfenden Ares zu verwunden.
Mit Hilfe der Tarnkappe, die ihm der Gott Hermes zusammen mit seinen Flügelsandalen gab, gelingt es dem Helden Perseus, sich den Gorgonen zu nähern und der Medusa, der einzigen Sterblichen unter den Gorgonen, den Kopf abzuschlagen, wobei Hyginus argumentiert, es könne wohl kaum der Helm des Totengottes gewesen sein, den da ein bloßer Sterblicher getragen habe, vielmehr müsse es sich um eine ganz gewöhnlich unsichtbar machende Kappe gehandelt haben. Nach anderen soll er die Kappe von den Graien erhalten haben, die ihm den Weg zu den stygischen Nymphen wiesen, oder von den Nymphen, die ihm den Weg zu den Graien wiesen.